# ATP Challenger Series 1985
L'ATP Challenger Series è il secondo livello di tornei per professionisti organizzata dall'ATP. Il circuito prevede tornei con un montepremi che può variare da 25.000 a 150.000 dollari.

## Calendario

### Gennaio
| Settimana  | Torneo                                                                            | Vincitore                                   | Finalista                           | Semifinalisti                    | Eliminati ai quarti                                          |
| ---------- | --------------------------------------------------------------------------------- | ------------------------------------------- | ----------------------------------- | -------------------------------- | ------------------------------------------------------------ |
| 14 gennaio | Guarujá Challenger 1985 Guarujá, Brasile Terra rossa €42 500+H Singolare - Doppio | Juan Avendaño 6–3, 6–3                      | Roberto Saad                        | Júlio Góes Francisco Maciel      | Fernando Roese Carlos Gattiker Bud Schultz Eleutério Martins |
| 14 gennaio | Guarujá Challenger 1985 Guarujá, Brasile Terra rossa €42 500+H Singolare - Doppio | Ronnie Båthman Magnus Tideman 7–6, 4–6, 6–3 | Carlos Gattiker Gustavo Tiberti     | Júlio Góes Francisco Maciel      | Fernando Roese Carlos Gattiker Bud Schultz Eleutério Martins |
| 21 gennaio | Agadir Challenger 1985 Agadir, Marocco Terra rossa $25 000 Singolare - Doppio     | Gabriel Urpí 2–6, 6–4, 6–0                  | David de Miguel                     | Pasi Virtanen Martin Wostenholme | Eduardo Osta Tom Nijssen Jan Vanlangendonck Peter Bastiansen |
| 21 gennaio | Agadir Challenger 1985 Agadir, Marocco Terra rossa $25 000 Singolare - Doppio     | Paolo Canè Claudio Mezzadri 6–4, 6–4        | Alessandro De Minicis Olli Rahnasto | Pasi Virtanen Martin Wostenholme | Eduardo Osta Tom Nijssen Jan Vanlangendonck Peter Bastiansen |

### Febbraio
| Settimana   | Torneo                                                               | Vincitore                                 | Finalista                     | Semifinalisti                   | Eliminati ai quarti                                                |
| ----------- | -------------------------------------------------------------------- | ----------------------------------------- | ----------------------------- | ------------------------------- | ------------------------------------------------------------------ |
| 11 febbraio | Ogun Challenger 1985 Ogun, Nigeria Cemento €42 500+H                 | Gianni Ocleppo 6–4, 6–1                   | Mark Wooldridge               | Jacques Manset Robert Reininger | Charles Strode Charlie Fancutt Egan Adams Chris Dunk               |
| 11 febbraio | Ogun Challenger 1985 Ogun, Nigeria Cemento €42 500+H                 | Chris Dunk Charles Strode 7–5, 2–6, 6–3   | Egan Adams Mark Wooldridge    | Jacques Manset Robert Reininger | Charles Strode Charlie Fancutt Egan Adams Chris Dunk               |
| 18 febbraio | Lagos Open 1985 Lagos, Nigeria Terra rossa €42 500+H                 | Nduka Odizor 6–3, 6–3                     | Thomas Muster                 | Bernhard Pils Peter Elter       | Gianni Ocleppo Tony Mmoh Peter Feigl Egan Adams                    |
| 18 febbraio | Lagos Open 1985 Lagos, Nigeria Terra rossa €42 500+H                 | Egan Adams Mark Wooldridge 6–4, 6–4       | Peter Elter Peter Feigl       | Bernhard Pils Peter Elter       | Gianni Ocleppo Tony Mmoh Peter Feigl Egan Adams                    |
| 18 febbraio | Viña del Mar Challenger 1985 Viña del Mar, Cile Terra rossa $100 000 | Hans Gildemeister 6–3, 6–4                | Pedro Rebolledo               | Mark Buckley Billy Nealon       | Gustavo Garetto Lawson Duncan José Antonio Fernández Álvaro Fillol |
| 18 febbraio | Viña del Mar Challenger 1985 Viña del Mar, Cile Terra rossa $100 000 | Hans Gildemeister Belus Prajoux 7–6, 6–3  | Ricardo Acuña Ernie Fernandez | Mark Buckley Billy Nealon       | Gustavo Garetto Lawson Duncan José Antonio Fernández Álvaro Fillol |
| 25 febbraio | Cairo Challenger 1985 Il Cairo, Egitto Terra rossa $25 000           | Fernando Luna 6–3, 6–4                    | Trevor Allan                  | Jordi Arrese Thierry Tulasne    | Peter Elter Jesus Colas José López Maeso Tarek El Sakka            |
| 25 febbraio | Cairo Challenger 1985 Il Cairo, Egitto Terra rossa $25 000           | Anand Amritraj Lloyd Bourne 6–4, 2–6, 7–5 | Trevor Allan Alberto Tous     | Jordi Arrese Thierry Tulasne    | Peter Elter Jesus Colas José López Maeso Tarek El Sakka            |
| 25 febbraio | Kaduna Challenger 1985 Kaduna, Nigeria Terra rossa €42 500+H         | Hans-Peter Kandler 2–6, 6–4, 6–0          | Alfonso González              | Charles Strode Jacques Manset   | Nduka Odizor Oliver Freund Bernhard Pils Sadiq Abdullahi           |
| 25 febbraio | Kaduna Challenger 1985 Kaduna, Nigeria Terra rossa €42 500+H         | Richard Akel Jeff Arons 6–3, 6–3          | Haroon Ismail Fotis Vazeos    | Charles Strode Jacques Manset   | Nduka Odizor Oliver Freund Bernhard Pils Sadiq Abdullahi           |

### Marzo
| Settimana | Torneo                                                             | Vincitore                                    | Finalista                         | Semifinalisti                  | Eliminati ai quarti                                         |
| --------- | ------------------------------------------------------------------ | -------------------------------------------- | --------------------------------- | ------------------------------ | ----------------------------------------------------------- |
| 4 marzo   | Vienna Challenger 1985 Vienna, Austria Sintetico indoor €42 500+H  | Jonas Svensson 6–0, 6–1                      | Alessandro De Minicis             | Hans-Dieter Beutel Horst Skoff | Peter Bastiansen Kevin Moir Menno Oosting Carl Limberger    |
| 4 marzo   | Vienna Challenger 1985 Vienna, Austria Sintetico indoor €42 500+H  | Peter Carlsson Jonas Svensson 6–3, 6–2       | Josef Čihák Alessandro De Minicis | Hans-Dieter Beutel Horst Skoff | Peter Bastiansen Kevin Moir Menno Oosting Carl Limberger    |
| 18 marzo  | Montreal Challenger 1985 Montréal, Canada Cemento indoor €42 500+H | Andy Kohlberg 6–2, 2–6, 7–6                  | Randy Nixon                       | John Alexander Scott McCain    | Stéphane Bonneau John Mattke Kelly Evernden Leif Shiras     |
| 18 marzo  | Montreal Challenger 1985 Montréal, Canada Cemento indoor €42 500+H | Andy Andrews Tomm Warneke 6–3, 7–6           | Kelly Evernden Michael Robertson  | John Alexander Scott McCain    | Stéphane Bonneau John Mattke Kelly Evernden Leif Shiras     |
| 25 marzo  | Tunis Challenger 1985 Tunisi, Tunisia Terra rossa €42 500+H        | Hans Schwaier 6–4, 6–2                       | Wolfgang Popp                     | Damir Keretić Marián Vajda     | Henrik Sundström Ahmed El-Mehelmy Oliver Freund Libor Pimek |
| 25 marzo  | Tunis Challenger 1985 Tunisi, Tunisia Terra rossa €42 500+H        | Hans Gildemeister Víctor Pecci 2–6, 6–4, 6–3 | David Mustard Jonathan Smith      | Damir Keretić Marián Vajda     | Henrik Sundström Ahmed El-Mehelmy Oliver Freund Libor Pimek |

### Aprile
| Settimana | Torneo                                                                       | Vincitore                                       | Finalista                        | Semifinalisti                          | Eliminati ai quarti                                                 |
| --------- | ---------------------------------------------------------------------------- | ----------------------------------------------- | -------------------------------- | -------------------------------------- | ------------------------------------------------------------------- |
| 1º aprile | Marrakech Challenger 1985 Marrakech, Marocco Terra rossa €42 500+H           | Ronald Agénor 2–6, 6–3, 6–4                     | Ricki Osterthun                  | José López Maeso Goran Prpić           | Marián Vajda Simone Colombo Jordi Arrese Carlos Castellan           |
| 1º aprile | Marrakech Challenger 1985 Marrakech, Marocco Terra rossa €42 500+H           | Sergio Casal Emilio Sánchez 4–6, 6–3, 6–1       | Ulf Fischer Goran Prpić          | José López Maeso Goran Prpić           | Marián Vajda Simone Colombo Jordi Arrese Carlos Castellan           |
| 1º aprile | San Luis Potosí Challenger 1985 San Luis Potosí, Messico Terra rossa $25 000 | Leonardo Lavalle 4–6, 6–3, 6–4                  | Andy Andrews                     | Dácio Campos Robert Reininger          | Alex Antonitsch Tomm Warneke Mark Wooldridge John Mattke            |
| 1º aprile | San Luis Potosí Challenger 1985 San Luis Potosí, Messico Terra rossa $25 000 | John Mattke Sashi Menon 7–6, 6–3                | Richard Akel Jeff Arons          | Dácio Campos Robert Reininger          | Alex Antonitsch Tomm Warneke Mark Wooldridge John Mattke            |
| 8 aprile  | Curitiba Challenger 1985 Curitiba, Brasile Terra rossa €42 500+H             | Júlio Góes 6–4, 6–0                             | Gustavo Guerrero                 | César Kist Alessandro De Minicis       | Luiz Mattar Christian Miniussi Ronnie Båthman Jon Levine            |
| 8 aprile  | Curitiba Challenger 1985 Curitiba, Brasile Terra rossa €42 500+H             | Dácio Campos Luiz Mattar 7–6, 6–3               | Álvaro Fillol Dominik Utzinger   | César Kist Alessandro De Minicis       | Luiz Mattar Christian Miniussi Ronnie Båthman Jon Levine            |
| 15 aprile | Jerusalem Challenger 1985 Gerusalemme, Israele Cemento $35 000+H             | Shlomo Glickstein 6–4, 6–3                      | Brad Drewett                     | Shahar Perkiss Steve Shaw              | Oliver Freund Amos Mansdorf Henri de Wet Jaromir Becka              |
| 15 aprile | Jerusalem Challenger 1985 Gerusalemme, Israele Cemento $35 000+H             | Amos Mansdorf Bruce Manson 6–7, 6–4, 7–6        | Tore Meinecke Ricki Osterthun    | Shahar Perkiss Steve Shaw              | Oliver Freund Amos Mansdorf Henri de Wet Jaromir Becka              |
| 15 aprile | Rio de Janeiro Challenger 1985 Rio de Janeiro, Brasile Terra rossa €42 500+H | Givaldo Barbosa 7–5, 6–3                        | Marcelo Hennemann                | Ivan Kley Marcelo Ingaramo             | Carlos Kirmayr Hans-Peter Kandler Dácio Campos Christian Miniussi   |
| 15 aprile | Rio de Janeiro Challenger 1985 Rio de Janeiro, Brasile Terra rossa €42 500+H | Givaldo Barbosa Ivan Kley 6–1, 6–3              | Marcos Hocevar Alexandre Hocevar | Ivan Kley Marcelo Ingaramo             | Carlos Kirmayr Hans-Peter Kandler Dácio Campos Christian Miniussi   |
| 29 aprile | Berkeley Challenger 1985 Berkeley, USA Cemento $25 000                       | Eddie Edwards 6–3, 6–4                          | Todd Witsken                     | Jeff Arons Gary Muller                 | Glenn Layendecker Andy Kohlberg Bud Cox Bruce Manson                |
| 29 aprile | Berkeley Challenger 1985 Berkeley, USA Cemento $25 000                       | Glenn Layendecker Glenn Michibata 6–4, 6–7, 7–5 | Matt Doyle John Mattke           | Jeff Arons Gary Muller                 | Glenn Layendecker Andy Kohlberg Bud Cox Bruce Manson                |
| 29 aprile | Nagoya Challenger 1985 Nagoya, Giappone Cemento $25 000                      | Tsuyoshi Fukui 6–2, 6–3                         | Leo Palin                        | Shozo Shiraishi Joel Bailey            | Takayoshi Shibuya Hitoshi Shirato Shinichi Sakamoto Mark Wooldridge |
| 29 aprile | Nagoya Challenger 1985 Nagoya, Giappone Cemento $25 000                      | Sashi Menon Erik Van't Hof 6–3, 6–2             | Hitoshi Shirato Eiji Takeuchi    | Shozo Shiraishi Joel Bailey            | Takayoshi Shibuya Hitoshi Shirato Shinichi Sakamoto Mark Wooldridge |
| 29 aprile | Parioli Challenger 1985 Parioli, Italia Terra rossa $100 000                 | Guillermo Rivas 7–6, 1–6, 7–6                   | Simone Colombo                   | Claudio Mezzadri Alessandro De Minicis | Amos Mansdorf Bruno Orešar Massimo Cierro Josef Čihák               |
| 29 aprile | Parioli Challenger 1985 Parioli, Italia Terra rossa $100 000                 | Claudio Mezzadri Patrizio Parrini 6–4, 3–6, 6–4 | Paolo Canè Simone Colombo        | Claudio Mezzadri Alessandro De Minicis | Amos Mansdorf Bruno Orešar Massimo Cierro Josef Čihák               |

### Maggio
| Settimana | Torneo                                             | Vincitore                            | Finalista                   | Semifinalisti               | Eliminati ai quarti                                  |
| --------- | -------------------------------------------------- | ------------------------------------ | --------------------------- | --------------------------- | ---------------------------------------------------- |
| 13 maggio | Spring Challenger 1985 Spring, USA Cemento $25 000 | Gary Donnelly 5–7, 6–4, 7–6          | Lloyd Bourne                | Harold Solomon David Dowlen | Glenn Layendecker Jon Levine Roger Knapp Todd Nelson |
| 13 maggio | Spring Challenger 1985 Spring, USA Cemento $25 000 | Rill Baxter Glenn Michibata 6–4, 6–3 | Roger Knapp Mark Wooldridge | Harold Solomon David Dowlen | Glenn Layendecker Jon Levine Roger Knapp Todd Nelson |

### Giugno
| Settimana | Torneo                                                          | Vincitore                                        | Finalista                      | Semifinalisti                        | Eliminati ai quarti                                                  |
| --------- | --------------------------------------------------------------- | ------------------------------------------------ | ------------------------------ | ------------------------------------ | -------------------------------------------------------------------- |
| 3 giugno  | Tampere Open 1985 Tampere, Finlandia Terra rossa €42 500        | Jonas Svensson 7–5, 7–5                          | Massimo Cierro                 | Kelly Evernden Alessandro De Minicis | Stefan Eriksson Milan Šrejber Carlos Kirmayr Josef Čihák             |
| 3 giugno  | Tampere Open 1985 Tampere, Finlandia Terra rossa €42 500        | Dácio Campos Alessandro De Minicis 6–4, 1–6, 6–3 | Carlos Kirmayr Luiz Mattar     | Kelly Evernden Alessandro De Minicis | Stefan Eriksson Milan Šrejber Carlos Kirmayr Josef Čihák             |
| 10 giugno | Dortmund Challenger 1985 Dortmund, Germania Terra rossa $75 000 | Francisco Maciel 7–6, 6–2                        | Eduardo Masso                  | Juan Avendaño Jaromir Becka          | Bruce Foxworth Bruno Orešar Peter Svensson Tore Meinecke             |
| 10 giugno | Dortmund Challenger 1985 Dortmund, Germania Terra rossa $75 000 | Antony Emerson Mark Woodforde 7–6, 6–2           | Russell Barlow Mark Buckley    | Juan Avendaño Jaromir Becka          | Bruce Foxworth Bruno Orešar Peter Svensson Tore Meinecke             |
| 17 giugno | Bergen Challenger 1985 Bergen, Norvegia Terra rossa $35 000+H   | Jonas Svensson 6–2, 7–6                          | Peter Svensson                 | Stefan Eriksson Peter Lundgren       | Christer Allgårdh Massimo Cierro Alessandro De Minicis Thomas Muster |
| 17 giugno | Bergen Challenger 1985 Bergen, Norvegia Terra rossa $35 000+H   | Peter Svensson Jonas Svensson 7–6, 4–6, 6–3      | Stefan Eriksson Peter Lundgren | Stefan Eriksson Peter Lundgren       | Christer Allgårdh Massimo Cierro Alessandro De Minicis Thomas Muster |

### Luglio
| Settimana | Torneo                                                             | Vincitore                                  | Finalista                     | Semifinalisti                   | Eliminati ai quarti                                         |
| --------- | ------------------------------------------------------------------ | ------------------------------------------ | ----------------------------- | ------------------------------- | ----------------------------------------------------------- |
| 1º luglio | Schenectady Challenger 1985 Schenectady, USA Cemento $25 000       | Marius Masencamp 6–0, 3–6, 6–3             | Harold Solomon                | Cary Stansbury Norm Schellenger | Tom Cain Patrick McEnroe Steve DeVries Mark Wooldridge      |
| 1º luglio | Schenectady Challenger 1985 Schenectady, USA Cemento $25 000       | Andy Andrews Tomm Warneke 6–4, 7–6         | Fred Perrin Norm Schellenger  | Cary Stansbury Norm Schellenger | Tom Cain Patrick McEnroe Steve DeVries Mark Wooldridge      |
| 15 luglio | Campos Challenger 1985 Campos do Jordão, Brasile Cemento €42 500+H | Dácio Campos 6–7, 6–3, 6–2                 | Nelson Aerts                  | João Soares Carlos Kirmayr      | Luiz Mattar Roger Guedes Thomas Stalhandske Pedro Rebolledo |
| 15 luglio | Campos Challenger 1985 Campos do Jordão, Brasile Cemento €42 500+H | Dácio Campos Carlos Kirmayr 6–4, 3–6, 6–4  | Luiz Mattar Belus Prajoux     | João Soares Carlos Kirmayr      | Luiz Mattar Roger Guedes Thomas Stalhandske Pedro Rebolledo |
| 22 luglio | Istanbul Challenger 1985 Istanbul, Turchia Terra rossa $50 000     | Florin Segărceanu 6–4, 6–3                 | Andrei Dîrzu                  | Andrei Chesnokov Eduardo Masso  | Bruce Foxworth Adrian Marcu Milan Šrejber Jeremy Bates      |
| 22 luglio | Istanbul Challenger 1985 Istanbul, Turchia Terra rossa $50 000     | Leighton Alfred Tom Nijssen 6–2, 6–3       | Gustavo Luza Eduardo Masso    | Andrei Chesnokov Eduardo Masso  | Bruce Foxworth Adrian Marcu Milan Šrejber Jeremy Bates      |
| 29 luglio | Neu Ulm Challenger 1985 Nuova Ulma, Germania Terra rossa $75 000   | Milan Šrejber 0–6, 6–4, 6–2                | Kent Carlsson                 | Josef Čihák Sandy Mayer         | David de Miguel Karel Nováček Ivan Kley Eric Jelen          |
| 29 luglio | Neu Ulm Challenger 1985 Nuova Ulma, Germania Terra rossa $75 000   | David Mustard Jonathan Smith 6–3, 4–6, 6–4 | Tore Meinecke Ricki Osterthun | Josef Čihák Sandy Mayer         | David de Miguel Karel Nováček Ivan Kley Eric Jelen          |

### Agosto
| Settimana | Torneo                                                     | Vincitore                                  | Finalista                   | Semifinalisti                | Eliminati ai quarti                                            |
| --------- | ---------------------------------------------------------- | ------------------------------------------ | --------------------------- | ---------------------------- | -------------------------------------------------------------- |
| 5 agosto  | Winnetka Challenger 1985 Winnetka, USA Cemento $25 000     | Barry Moir 2–6, 7–5, 6–2                   | Harold Solomon              | Andy Andrews Glenn Michibata | Mikael Pernfors Bruce Brescia Michael Robertson Kelly Evernden |
| 5 agosto  | Winnetka Challenger 1985 Winnetka, USA Cemento $25 000     | Ricky Brown Luke Jensen 6–4, 6–7, 6–4      | Kelly Evernden Brian Levine | Andy Andrews Glenn Michibata | Mikael Pernfors Bruce Brescia Michael Robertson Kelly Evernden |
| 12 agosto | Ostend Challenger 1985 Ostenda, Belgio Terra rossa $25 000 | Bruno Orešar 6–4, 7–6                      | Juan Antonio Rodríguez      | Eduardo Masso Simon Youl     | Jorge Bardou David de Miguel Larry Scott Gustavo Luza          |
| 12 agosto | Ostend Challenger 1985 Ostenda, Belgio Terra rossa $25 000 | Alain Brichant Jan Vanlangendonck 6–2, 6–2 | Massimo Cierro Ivan Kley    | Eduardo Masso Simon Youl     | Jorge Bardou David de Miguel Larry Scott Gustavo Luza          |

### Settembre
| Settimana    | Torneo                                                           | Vincitore                                        | Finalista                    | Semifinalisti                 | Eliminati ai quarti                                        |
| ------------ | ---------------------------------------------------------------- | ------------------------------------------------ | ---------------------------- | ----------------------------- | ---------------------------------------------------------- |
| 2 settembre  | Messina Challenger 1985 Messina, Italia Terra rossa $50 000      | Kent Carlsson 6–2, 7–6                           | Ronald Agénor                | Sergio Casal Claudio Mezzadri | Gabriel Urpí David de Miguel Emilio Sánchez Ronnie Båthman |
| 2 settembre  | Messina Challenger 1985 Messina, Italia Terra rossa $50 000      | Jesus Colas David de Miguel 6–1, 7–6             | Bruce Derlin David Felgate   | Sergio Casal Claudio Mezzadri | Gabriel Urpí David de Miguel Emilio Sánchez Ronnie Båthman |
| 9 settembre  | Thessaloniki Challenger 1985 Salonicco, Grecia Cemento €42 500+H | Peter Lundgren 3–6, 6–3, 7–6                     | Slobodan Živojinović         | Gianluca Pozzi Jörgen Windahl | Hatem McDadi Guillermo Stevens Tony Mmoh Menno Oosting     |
| 9 settembre  | Thessaloniki Challenger 1985 Salonicco, Grecia Cemento €42 500+H | Stephan Medem Srinivasan Vasudevan 6–3, 5–7, 6–3 | Brian Levine Billy Nealon    | Gianluca Pozzi Jörgen Windahl | Hatem McDadi Guillermo Stevens Tony Mmoh Menno Oosting     |
| 23 settembre | West Palm Challenger 1985 West Palm, USA Terra verde $25 000     | Martin Wostenholme 6–2, 1–6, 6–4                 | Jaime Yzaga                  | Harold Solomon Derek Tarr     | Gary Muller Leonardo Lavalle Nelson Aerts Barry Moir       |
| 23 settembre | West Palm Challenger 1985 West Palm, USA Terra verde $25 000     | Derek Tarr Erik Van't Hof 6–2, 6–0               | Leonardo Lavalle Jaime Yzaga | Harold Solomon Derek Tarr     | Gary Muller Leonardo Lavalle Nelson Aerts Barry Moir       |

### Ottobre
| Settimana  | Torneo                                                                       | Vincitore                                | Finalista                     | Semifinalisti                            | Eliminati ai quarti                                             |
| ---------- | ---------------------------------------------------------------------------- | ---------------------------------------- | ----------------------------- | ---------------------------------------- | --------------------------------------------------------------- |
| 14 ottobre | Brasilia Challenger 1985 Brasilia, Brasile Terra rossa €42 500+H             |                                          |                               |                                          |                                                                 |
| 14 ottobre | Brasilia Challenger 1985 Brasilia, Brasile Terra rossa €42 500+H             |                                          |                               |                                          |                                                                 |
| 21 ottobre | Belo Horizonte Challenger 1985 Belo Horizonte, Brasile Terra rossa €42 500+H | Thomas Muster 6–1, 6–4                   | Carlos Di Laura               | Jean-Philippe Fleurian Claudio Pistolesi | Nelson Aerts Ivan Kley Jaime Yzaga Carlos Kirmayr               |
| 21 ottobre | Belo Horizonte Challenger 1985 Belo Horizonte, Brasile Terra rossa €42 500+H | Massimo Cierro Júlio Góes 6–3, 6–4       | Givaldo Barbosa Ivan Kley     | Jean-Philippe Fleurian Claudio Pistolesi | Nelson Aerts Ivan Kley Jaime Yzaga Carlos Kirmayr               |
| 28 ottobre | Bergen Challenger 2 1985 Bergen, Norvegia Sintetico indoor $35 000+H         | Peter Lundgren 5–7, 7–6, 7–6             | Jan Gunnarsson                | Thierry Champion Eric Jelen              | Éric Winogradsky Andy Kohlberg Stefan Simonsson Stefan Eriksson |
| 28 ottobre | Bergen Challenger 2 1985 Bergen, Norvegia Sintetico indoor $35 000+H         | George Kalovelonis John Letts 7–5, 6–3   | Peter Carlsson Johan Carlsson | Thierry Champion Eric Jelen              | Éric Winogradsky Andy Kohlberg Stefan Simonsson Stefan Eriksson |
| 28 ottobre | Porto Alegre Challenger 1985 Porto Alegre, Brasile Terra rossa €42 500+H     | Mikael Pernfors 6–2, 6–3                 | Karel Nováček                 | Eduardo Masso Carlos Di Laura            | César Kist Jordi Arrese Gustavo Guerrero Raúl Viver             |
| 28 ottobre | Porto Alegre Challenger 1985 Porto Alegre, Brasile Terra rossa €42 500+H     | Tom Nijssen Johan Vekemans 6–4, 2–6, 7–6 | Claudio Mezzadri Ivo Werner   | Eduardo Masso Carlos Di Laura            | César Kist Jordi Arrese Gustavo Guerrero Raúl Viver             |

### Novembre
| Settimana   | Torneo                                                              | Vincitore                                    | Finalista                        | Semifinalisti                | Eliminati ai quarti                                              |
| ----------- | ------------------------------------------------------------------- | -------------------------------------------- | -------------------------------- | ---------------------------- | ---------------------------------------------------------------- |
| 4 novembre  | Curitiba Challenger 2 1985 Curitiba, Brasile Terra rossa €42 500+H  | Júlio Góes 6–4, 6–4                          | Milan Šrejber                    | Karel Nováček Juan Avendaño  | Mikael Pernfors Alex Stepanek Jean-Philippe Fleurian João Soares |
| 4 novembre  | Curitiba Challenger 2 1985 Curitiba, Brasile Terra rossa €42 500+H  | Nelson Aerts Alexandre Hocevar 7–6, 6–4      | Tom Nijssen Johan Vekemans       | Karel Nováček Juan Avendaño  | Mikael Pernfors Alex Stepanek Jean-Philippe Fleurian João Soares |
| 11 novembre | Helsinki Challenger 1985 Helsinki, Finlandia Cemento indoor €42 500 | Andrei Chesnokov 4–6, 6–0, 6–3               | Eric Jelen                       | Johan Carlsson Patrik Kühnen | Conny Falk Tarik Benhabiles Tony Mmoh Andy Kohlberg              |
| 11 novembre | Helsinki Challenger 1985 Helsinki, Finlandia Cemento indoor €42 500 | Ronnie Båthman Stefan Eriksson 6–4, 3–6, 6–4 | Morten Christensen Patrik Kühnen | Johan Carlsson Patrik Kühnen | Conny Falk Tarik Benhabiles Tony Mmoh Andy Kohlberg              |
| 11 novembre | São Paulo Challenger 1985 San Paolo, Brasile Terra rossa $100 000   | Francisco Maciel 6–3, 6–3                    | Cássio Motta                     | José López Maeso Jaime Yzaga | César Kist Nelson Aerts Marcelo Hennemann Milan Šrejber          |
| 11 novembre | São Paulo Challenger 1985 San Paolo, Brasile Terra rossa $100 000   | Carlos Kirmayr Cássio Motta 6–4, 3–6, 7–6    | Ney Keller Mauro Menezes         | José López Maeso Jaime Yzaga | César Kist Nelson Aerts Marcelo Hennemann Milan Šrejber          |
| 25 novembre | Bahia Challenger 1985 Bahia, Brasile Cemento $100 000               | Jaime Yzaga 6–2, 6–0                         | Carlos Kirmayr                   | Martín Jaite Peter Lundgren  | Horacio de la Peña César Kist Ricardo Acuña Juan Avendaño        |
| 25 novembre | Bahia Challenger 1985 Bahia, Brasile Cemento $100 000               | Josef Čihák Tom Nijssen 6–4, 6–3             | Víctor Pecci Emilio Sánchez      | Martín Jaite Peter Lundgren  | Horacio de la Peña César Kist Ricardo Acuña Juan Avendaño        |

### Dicembre
| Settimana  | Torneo                                                                         | Vincitore                                    | Finalista                        | Semifinalisti                     | Eliminati ai quarti                                  |
| ---------- | ------------------------------------------------------------------------------ | -------------------------------------------- | -------------------------------- | --------------------------------- | ---------------------------------------------------- |
| 2 dicembre | Rio de Janeiro Challenger 2 1985 Rio de Janeiro, Brasile Terra rossa €42 500+H | Víctor Pecci 6–2, 6–7, 6–3                   | César Kist                       | José López Maeso Gustavo Guerrero | Diego Pérez Emilio Sánchez Jim Gurfein Milan Šrejber |
| 2 dicembre | Rio de Janeiro Challenger 2 1985 Rio de Janeiro, Brasile Terra rossa €42 500+H | Carlos Di Laura Emilio Sánchez 4–6, 6–4, 6–2 | Gustavo Guerrero Gustavo Tiberti | José López Maeso Gustavo Guerrero | Diego Pérez Emilio Sánchez Jim Gurfein Milan Šrejber |